# Cinta de servei marítim
| Cinta de desplegament en servei marítim | Cinta de la Reserva de la Marina per servei marítim | Cinta de Guardacostes per servei marítim | Cinta de l'Exèrcit per servei marítim |
| --------------------------------------- | --------------------------------------------------- | ---------------------------------------- | ------------------------------------- |
| Cinta de desplegament en servei marítim | Cinta de la Reserva de la Marina per servei marítim | Cinta de Guardacostes per servei marítim | Cinta de l'Exèrcit per servei marítim |

La cinta de servei marítim és una distinció de la Marina, els Guardacostes i de l'Exèrcit dels Estats Units que reconeix el servei d'aquells membres que hagin realitzat deures militars mentre estaven destinats a un vaixell al mar.

## Cinta de desplegament en servei marítim
La cinta de desplegament en servei marítim (anglès: sea service deployment ribbon) és una distinció de la Marina dels Estats Units establerta al maig de 1980 i autoritzada de manera retroactiva a l'agost de 1974.
És atorgada a qualsevol membre de la Marina o del Cos de Marines que hagi estat destinat a un comandament naval a bord o hagi realitzat un servei de 90 o més dies consecutius en alta mar durant el període d'un any.

## Cinta de la Reserva de la Marina per servei marítim
La cinta de la Reserva de la Marina per servei marítim (anglès:  Navy Reserve sea service ribbon ) va ser creada al maig de 1986 i és atorgada a qualsevol membre de la Reserva Naval que, mentre servia com a reservista, hagi completat 24 mesos acumulats de servei a bord d'un vaixell de la Reserva de la Marina.
No és atorgada als membres de la reserva cridats al servei actiu. En aquest cas, rebrien la cinta de desplegament en servei marítim.

## Cinta de Guardacostes per servei marítim
La cinta de Guardacostes per servei marítim (anglès: Coast Guard sea service ribbon) va ser creada el 1984 i és atorgada a aquells membres dels Guardacostes que serveixin més de 12 mesos consecutius al mar a bord de les patrulleres dels Guardacostes. Per cada 3 anys de servei posteriors s'atorga una estrella de servei.

## Cinta de l'Exèrcit per servei marítim
La cinta de l'Exèrcit per servei marítim (anglès: Army sea duty ribbon) va ser creada el 2006 i és atorgada als membres de l'Exèrcit, la Reserva o la Guàrdia Nacional per completar almenys 2 anys de servei acumulat al mar.